# 太空不明現象研究小組

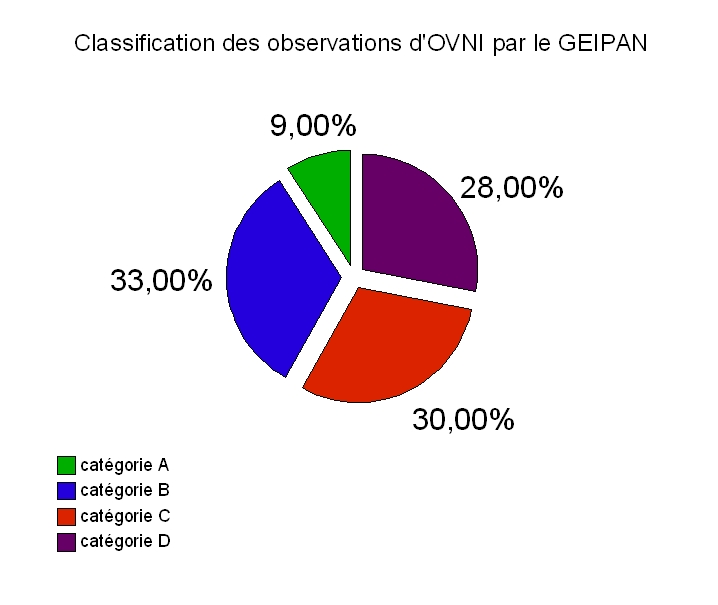
GEIPAN對不明飛行物現象的分類

太空不明現象研究小組（法語：Groupe d'études et d'informations sur les phénomènes aérospatiaux non identifiés，縮寫：GEIPAN）是隸屬於法國國家太空研究中心的研究小組，成立於1977年，負責調查與研究不明飛行物現象。
2007年，GEIPAN在其網站上公布了數十年來累積的UFO目击档案:129-131。
GEIPAN平均每日收到兩起不明飛行物目擊報告。自1970年代至2014年間，約有400起的不明飛行物目擊報告是GEIPAN無法給出解釋的。

## 外部連結
- 官方网站（法文）